# أوزما من أوز
أوزما من أوز (بالإنجليزية: Ozma of Oz) هي رواية نشرت في 30 يوليو 1907، وهي الكتاب الثالث من سلسلة أوز بقلم ليمان فرانك بوم. وكان أول كتاب ينوي منه بوم أن يبدأ سلسلة كتب أوز.
وهو أول كتاب من كتب أوز تجري أحداثه خارج أرض أوز، ولا تجري الأحداث بأرض أوز إلا في الفصلين الأخيرين. ويعكس هذا التغير الدقيق في الموضوع، ففي الكتاب الأول كان أرض أوز مكانا خطرا وتحاول دوروثي العودة إلى وطنها كانساس. أما في الكتاب الثالث، فإن أوز هي الغاية والهدف. ولم تكن رغبة دوروثي بالعودة ملحة كما الحال في الكتاب الأول. قام جون نيل برسم الرسوم التوضيحية في الكتاب.